# Legio III Augusta

Schildpatroon van Legio III Augusta, gemaakt aan het begin van de 5e eeuw.

Legio III Augusta (of het derde Legioen van Augustus) was een Romeins legioen dat door de keizer Augustus is opgericht in 43 v.Chr. Het legioen was voornamelijk actief in de Romeinse provincie Africa tot ongeveer 400 n.Chr. De emblemen van het legioen waren het gevleugelde paard Pegasus en de steenbok.
Vermoedelijke nam Legio III Augusta deel aan de Slag bij Philippi in 42 v.Chr waar Augustus en Marcus Antonius het leger van de moordenaars van Julius Caesar versloegen. Na deze overwinning was het legioen actief in op Sicilië waar de zoon van Pompeius, Sextus Pompeius in opstand was gekomen.
Vanaf 30 n.Chr was Legio III Augusta gestationeerd in de provincie Africa. Het legioen was hier vooral actief met opbouw activiteiten. Africa gold als een rustig deel van het keizerrijk. Desondanks was het legioen tussen 17 n.Chr en 24 n.Chr betrokken bij een oorlog tegen opstandige stammen. In 18 n.Chr werd een onderdeel van het legioen vernietigd bij een guerrilla-aanval. Deze nederlaag was mogelijk het geval van lafheid want nadien werd het legioen gestraft met Decimatio.
Dit hield in dat elke 10e legionair ter dood werd gebracht. Deze straf is slechts 3 keer toegepast. Volgens Suetonius gaf Augustus zelf in dit geval zelf het bevel.
Na dat een ander legioen, Legio IX Hispana uit Illyricum ter versterking naar Africa was gezonden werd de opstand in 24 beëindigd. Een monumentje in Lepcis Magna herinnert aan deze gebeurtenis.
Africa was in de 1e eeuw n.Chr, de enige provincie de gecontroleerd werd door een senator, de proconsul gouverneur. Dat had te maken met het belang van de provincie voor de voedselvoorziening van Rome. Voor de keizer was het van belang om een vertrouwde persoon op deze post te hebben. Sulpicius Galba, voor korte tijd keizer in het vierkeizerjaar bekleedde deze positie tussen 45 en 46.
In de laatste jaren van de regering van Nero kwam Lucius Clodius Macer, proconsul van Africa, in opstand. Hij sneed de graantoevoer naar Rome af wat uiteindelijk tot de val van Nero leidde. Hij richtte een nieuw legioen op, Legio I Macriana Liberatrix dat samen moest werken met Legio III Augusta. In het verwarrende vierkeizerjaar 69 steunden de beide legioenen eerst Galba, daarna Vitellius and ten slotte Vespasianus, maar ze namen geen deel aan de gevechten.
In 75 n.Chr, verplaatste Vespasianus het kamp van III Augusta van Ammaedara, in de buurt van Theveste, naar Lambaesis. Tijdens de regering van Hadrianus (117–138), was het legioen gestationeerd in Lambaesis in Numidia. Het legioen zou daar de volgende twee eeuwen blijven om de provincie te beschermen tegen invallen van Berberstammen. Manschappen van III Augusta werden bij verschillende gelegenheden ingezet tegen de Parthen. Bekend is ook de aanwezigheid van soldaten van het Afrikaanse legioen in de Marcomannenoorlog van Marcus Aurelius in de Donau kampanje.
Septimius Severus, een uit Afrika afkomstige keizer eerde het legioen met de eretitel Pia Vindex (trouwe Wreker), voor de bewezen inzet in de burgeroorlog, die volgde op de moord van Keizer Pertinax.
De derde eeuw kreeg het legioen verschillende klappen te verduren. Ten eerste leed het zware verliezen in een oorlog tegen de woestijnstammen, waarop de aanleg van de Limes Tripolitanus volgde, met de bouw van de forten bij Gheriat el-Garbia en Bu Njem. Nieuwe verliezen in 219 maakte aanvullingen met manschappen van het ontbonden legioen III Gallica nodig. In 238, het zeskeizerjaar, onderdrukte het legioen de opstand van Gordianus I en Gordianus II. Voor hun opvolger Gordianus III was dit reden om het legioen te ontbinden.
Enige jaren later in 252, herstelde Valerianus legioen III Augusta met rekruten afkomstig van Raetia, het tegenwoordige Oostenrijk en Noricum, het tegenwoordige Slowakije met als strijdkreet Iterum Pia Iterum Vindex (Opnieuw trouw, opnieuw Wreker). Valerianus had het legioen nodig om oorlog te kunnen voeren tegen een federatie van Berber stammen die het keizerrijk bedreigden. Deze oorlog was in 260 afgelopen maar tussen 289 en 287 liep de situatie weer zo uit de hand dat keizer Maximianus zelf naar Afrika kwam om de leiding op zich te nemen.
III Augusta bleef in Africa tot het einde van de 4e eeuw en het begin van de 5e eeuw. Volgens de Notitia Dignitatum,een van de weinige overgebleven regeringsdocumenten uit de Romeinse tijd stond de Tertio Augustani, een Comitatense eenheid, onder leiding van de Comes Africae, een bevelhebber belast de verdediging van Afrika. Naar alle waarschijnlijkheid maakte het legioen deel uit van het leger van de Dux et praeses provinciae Mauritaniae et Caesariensis.
De Notitia Dignitatum dateert van rond 420 n Chr. In 430 vielen de Vandalen onder leiding van hun koning Geiserik de Romeinse provincie Africa binnen. Dat luidde in Noord-Afrika het einde in van het Romeinse aanwezigheid en van III Augusta.